# Ostrožský potok
Der Ostrožský potok ist ein rechter Nebenbach des Nebeský potok (deutsch Weiherbach) im tschechischen Teil des Fichtelgebirges. Der Bach ist einen Kilometer lang.

## Quelle
Der Nebeský potok entspringt in 633 m n.m. unter dem Berg Kozina (642 m n.m.) in der Nähe von der Staatsstraße I/64 südlich von Nebesa (deutsch Himmelreich), dem Ortsteil der Stadt Aš (deutsch Asch).

## Verlauf
Er durchfließt den Slatinný les (deutsch Gärberhau), unterfließt die Bahnstrecke Cheb–Hranice v Čechách und mündet nach hauptsächlich südöstlichem Verlauf in 586 m n.m. westlich von Skalka (deutsch Rommersreuth), dem Ortsteil der Gemeinde Hazlov (deutsch Haslau), in den Nebeský potok (deutsch Weiherbach).